# OuterCurve Foundation
OuterCurve Foundationとは501(c)(6)非営利法人でマイクロソフトが設立したが後に分離された。「ソフトウェア企業とオープンソースコミュニティ間相互の理解とコードのやり取りを可能にする」ことを目標としている。2009年9月10日にマイクロソフトの社員と系列企業が主導してCodePlex Foundationとして設立された。2010年9月にOuterCurve Foundationに法人名を変更し、11月に定款を変更し委員会を拡大した。手がけるソフトウェアプロジェクトの多くが.NET Frameworkに対応するものである。